# Østlig hvepsevåge
Østlig hvepsevåge (Pernis ptilorhynchus) er en rovfugl i høgefamilien med et vingefang på 148 - 165 cm. Den lever primært af insekter og larver. Derfor er næbbet lille og spinkelt i forhold til rovfugle, der lever at større dyr. Fuglen er også blevet kaldt indisk hvepsevåge og tophvepsevåge.
Arten yngler i Asien fra det centrale Sibirien i vest til Japan i øst. Den overvintrer oftest i Syd- og Sydøstasien. Den er dog en regelmæssig, men sjælden, vintergæst i f.eks. det østlige Tyrkiet, i Israel og Egypten.